# Роум (Пенсилванија)
Роум (енгл. Rome) град је у америчкој савезној држави Пенсилванија.

## Демографија
По попису из 2010. године број становника је 441, што је 59 (15,4%) становника више него 2000. године.
| Група             | 2000.       | 2010.       |
| Белци             | 378 (99,0%) | 436 (98,9%) |
| Афроамериканци    | 0 (0,0%)    | 0 (0,0%)    |
| Азијати           | 1 (0,3%)    | 1 (0,2%)    |
| Хиспаноамериканци | 0 (0,0%)    | 0 (0,0%)    |
| Укупно            | 382         | 441         |